# Horacio Abel Moyano
Horacio Abel Moyano Cuello, conocido como Moyano (Santa Fe, provincia de Santa Fe, Argentina, 12 de agosto de 1956) es un exfutbolista y exentrenador argentino nacionalizado español. Jugó de delantero en Primera División de España en el Hércules Club de Fútbol, Real Betis Balompié, Real Murcia Club de Fútbol y Real Club Celta de Vigo.

## Trayectoria
Moyano jugó entre otros en el Hércules, Betis, Real Murcia, Celta de Vigo, Albacete o Alicante. Posteriormente emprendió una carrera como entrenador que le llevó a banquillos como el del Alicante o el del Caravaca.

## Clubes

### Como jugador
| Club                | País      | Año       |
| ------------------- | --------- | --------- |
| Newell's Old Boys   | Argentina | 1976-1977 |
| Hércules C. F.      | España    | 1977-1981 |
| Real Betis Balompié | España    | 1981-1982 |
| Real Murcia C. F.   | España    | 1983-1985 |
| Hércules C. F.      | España    | 1985-1986 |
| Real Murcia C. F.   | España    | 1986-1987 |
| R. C. Celta de Vigo | España    | 1987-1988 |
| Albacete Balompié   | España    | 1988-1989 |
| Alicante C. F.      | España    | 1989-1991 |

### Como entrenador
| Club           | País   | Año                 |
| -------------- | ------ | ------------------- |
| Alicante C. F. | España | 1995-1997           |
| Caravaca C. F. | España | 1997-1998 2000-2001 |